# Tríptico de las Ardenas
El Tríptico de las Ardenas (oficialmente: Triptyque Ardennaise) es una carrera ciclista por etapas belga reservada a amateurs. 
La primera edición tuvo lugar en 1959 y ningún corredor se ha impuesto en más de una ocasión.
Grandes nombres del pelotón internacional han conseguido imponerse en esta prueba antes de dar el salto a profesionales como Ivan Basso o Philippe Gilbert. 

## Palmarés
| Año       | Ganador                | Segundo              | Tercero               |
| --------- | ---------------------- | -------------------- | --------------------- |
| 1959      | Lucien Flohimont       | Fritz Knoops         | André Malou           |
| 1960      | Willy Bocklandt        | Willy Monty          | Alfons Steuten        |
| 1961      | Marcel Leboutte        | Robert Dehogne       | Georges Vandenberghe  |
| 1962      | Carmine Preziosi       | Huub Harings         | Jan Tummers           |
| 1963      | Gustave Robijns        | Herman Vrancken      | Guy Vanderperre       |
| 1964      | Roger Engelen          | Guy Vallee           | Jan Harings           |
| 1965      | Jan Harings            | Jo van Segelen       | Edouard Weckx         |
| 1966      | Victor Vandeneynde     | Roger Engelen        | Roger Rosiers         |
| 1967-1974 | No se disputó          | No se disputó        | No se disputó         |
| 1975      | Ludo Theunis           | Paul Wellens         | René Habeaux          |
| 1976      | René Martens           | Jean-Pierre Henrard  | Denis Ertveldt        |
| 1977      | Jean-Pierre Henrard    | Gert Pronk           | Johan Wellens         |
| 1978      | Gerrit Pronk           | Per Sandahl          | Paul Jesson           |
| 1979      | Walter Peeters         | Luc De Decker        | Théo Peeters          |
| 1980      | Vladimir Malakov       | Nico Emonds          | Jean-Marie Wampers    |
| 1981      | Nico Emonds            | Marc Van Gyseghem    | Willem Van Eynde      |
| 1982      | Rudy Claessens         | Jos Haex             | Francis De Ridder     |
| 1983      | Wim Baeyens            | Peter Harings        | Benny Surkijn         |
| 1984      | Ludo Adriaensen        | Pilip Deleye         | Henri Van Lent        |
| 1985      | Peter Harings          | Frans Maassen        | Lieven Brackman       |
| 1986      | Marc Deries            | Wilfried Peeters     | Wim Jennen            |
| 1987      | Jos van Aert           | Alex Debremaecker    | Patrick Robeet        |
| 1988      | Greg Moens             | Alex Debremaecker    | Jos van Aert          |
| 1989      | Tony De Ridder         | Ronny Thomas         | Alex Debremaecker     |
| 1990      | Serge Baguet           | Patrick Evenepoel    | Nick Botteldoorn      |
| 1991      | Gino Jansen            | Martijn Vos          | Jean-Michel Thimister |
| 1992      | Wim Vervoort           | Richard Groenendaal  | Johan Van Eylen       |
| 1993      | Kurt Van De Wouwer     | Stig Guldbaek        | Frank Vandenbroucke   |
| 1994      | Koos Moerenhout        | Stig Guldbaek        | Steve De Wolf         |
| 1995      | Renaud Boxus           | Mario Aerts          | Rik Verbrugghe        |
| 1996      | Dario Pieri            | Roberto Sgambelluri  | Oscar Mason           |
| 1997      | Guido Trentin          | Federico Giabbecucci | Allen Andersson       |
| 1998      | Ivan Basso             | Danilo Di Luca       | Davy Daniels          |
| 1999      | Paolo Tiralongo        | Andrea Lanzani       | Graziano Gasparre     |
| 2000      | Lorenzo Bernucci       | Franco Pellizotti    | Danny Van Looy        |
| 2001      | Danny Pate             | Mario Raes           | Christophe Stevens    |
| 2002      | Philippe Gilbert       | Antonio Bucciero     | Jef Peeters           |
| 2003      | Jukka Vastaranta       | Pieter Weening       | Marc de Maar          |
| 2004      | Laurent Paumier        | Yannick Talabardon   | Tom Stubbe            |
| 2005      | Jelle van Groezen      | Hans Bloks           | Gil Suray             |
| 2006      | Russell Downing        | Thomas Rabou         | Dries Devenyns        |
| 2007      | Kenny Van Der Schueren | Jan Ghyselinck       | Kevyn Ista            |
| 2008      | Jan Bakelants          | Thomas De Gendt      | Maarten De Jonge      |
| 2009      | Sander Armée           | Maarten De Jonghe    | Davy Commeyne         |
| 2010      | Laurens De Vreese      | Kjell Van Driessche  | Edwig Cammaerts       |
| 2011      | Brian Bulgaç           | Marcel Meisen        | Matthias Allegaert    |
| 2012      | Tom David              | Paavo Paajanen       | Antoine Demoitié      |
| 2013      | Jérôme Baugnies        | Frederik Backaert    | Stig Broeckx          |
| 2014      | Loïc Vliegen           | Gaëtan Bille         | Lukas Spengler        |
| 2015      | Aimé De Gendt          | Kevin Deltombe       | Kevin Pauwels         |
| 2016      | Elias Van Breussegem   | Brecht Dhaene        | Xandro Meurisse       |
| 2017      | Gianni Marchand        | Laurens Sweeck       | Jimmy Janssens        |
| 2018      | Jimmy Janssens         | Thimo Willems        | Brent Van Moer        |
| 2019      | Sylvain Moniquet       | Tom Vermeer          | Fabio Sinoy           |

## Palmarés por países
| País            | Victorias |
| --------------- | --------- |
| Bélgica         | 33        |
| Países Bajos    | 9         |
| Italia          | 6         |
| Unión Soviética | 1         |
| Estados Unidos  | 1         |
| Finlandia       | 1         |
| Francia         | 1         |
| Reino Unido     | 1         |
| Nueva Zelanda   | 1         |